# Естонія (Шипуновський район)
Есто́нія (рос. Эстония) — село у складі Шипуновського району Алтайського краю, Росія. Входить до складу Єльцовської сільської ради.

## Населення
Населення — 97 осіб (2010; 171 у 2002).
Національний склад (станом на 2002 рік):
- росіяни — 89 %